# Walter Feit

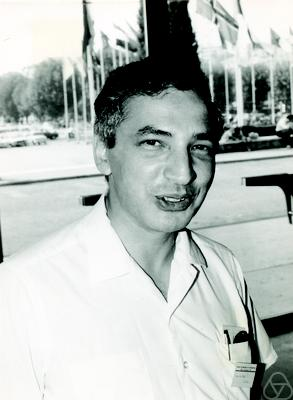
Walter Feit

Walter Feit (* 26. Oktober 1930 in Wien; † 29. Juli 2004 in Branford, Connecticut) war ein US-amerikanischer Mathematiker, der sich mit Gruppentheorie beschäftigte.

## Leben
Feit flüchtete 1939 aus Wien nach England – seine Eltern setzten ihn in den letzten Zug mit jüdischen Kindern, der Österreich verließ (seine Eltern starben im Holocaust). Während des Krieges ging er in Oxford zur Schule, wo er auch 1943 ein Stipendium gewann. 1946 ging er in die USA, wo er bei einem Onkel in Miami wohnte. Er begann sein Studium an der Universität Chicago, wo er 1950 seinen Master-Abschluss machte. Danach ging er an die University of Michigan zu dem damals führenden Gruppentheoretiker Richard Brauer. Als dieser nach Harvard ging, hörte er bei Jean Dieudonné, korrespondierte aber weiter mit Brauer. 1955 wurde er bei Walter Thrall an der University of Michigan promoviert (Topics in the theory of group characters). 1953 war er Instruktor an der Cornell University, wo er auch Professor wurde. Ab 1964 war er Professor an der Yale University, wo er auch Chairman des Departments war. 2003 emeritierte er.
Feit beschäftigte sich mit der Theorie endlicher Gruppen und Darstellungstheorie (Theorie der Charaktere, modulare Darstellungstheorie von Brauer). Sein bekanntestes Ergebnis ist der monumentale Beweis mit John Griggs Thompson (mit dem er ab 1959 an der Universität Chicago zusammenarbeitete) von 1963 über die Auflösbarkeit aller endlichen Gruppen ungerader Ordnung (On solvability of groups of odd order. Pacific Journal of Mathematics). Dieses Ergebnis, das heute als Satz von Feit-Thompson bekannt ist, war wesentlich für das Klassifikationsprogramm der endlichen einfachen Gruppen. Feit arbeitete auch mit Graham Higman 1964 über verallgemeinerte Polygone.
1965 erhielt er den Colepreis in Algebra. Er war seit 1977 Mitglied der National Academy of Sciences und seit 1978 der American Academy of Arts and Sciences. Feit war auch einmal Vizepräsident der International Mathematical Union. 1970 hielt er einen Plenarvortrag auf dem ICM in Nizza (The current situation in the theory of finite simple groups).
Sein Sohn Paul Feit ist auch Professor für Mathematik.
Zu seinen Doktoranden zählt Ronald Solomon, der ebenfalls eine führende Rolle im Klassifikationsprogramm endlicher einfacher Gruppen spielte.

## Schriften
- The representation theory of finite groups. North Holland 1982, ISBN 0-444-86155-6.
- Characters of finite groups. New York, Benjamin 1967.